# Le Rove
Le Rove (okzitanisch Lo Rove) ist eine französische Gemeinde mit 5205 Einwohnern (Stand 1. Januar 2022) im Département Bouches-du-Rhône in der Region Provence-Alpes-Côte d’Azur.

## Geografie
Die Gemeinde liegt einerseits zwischen Martigues und Marseille und andererseits zwischen dem Mittelmeer im Süden und dem Étang de Berre im Norden. 2000 Hektar, 87 Prozent des Gemeindegebiets, stehen unter Naturschutz.

## Geschichte
Bereits in der Steinzeit waren Höhlen auf dem heutigen Gemeindegebiet bewohnt. Bereits in der frühen Bronzezeit existierte eine Siedlung, das Camp de Laure, die erste ihrer Art in der Provence. 1835 wurde Le Rove eine eigenständige Gemeinde.

### Bevölkerungsentwicklung
| Jahr      | 1962 | 1968 | 1975 | 1982 | 1990 | 1999 | 2008 | 2016 |
| Einwohner | 1186 | 1709 | 2233 | 2707 | 3429 | 4005 | 4174 | 5121 |

## Sehenswürdigkeiten
- Chapelle Saint-Michel und Burgruine aus dem 12. und 13. Jahrhundert
- Bronzezeitsiedlung Camp de Laure
- Fort de Niolon aus dem 19. Jahrhundert
- Tunnel du Rove, ein Schifffahrtstunnel zwischen dem Mittelmeer und dem Étang de Berre

## Wirtschaft und Infrastruktur
Die Gemeinde investiert seit langem in Naturschutz, unter anderem zur Förderung des Tourismus.